# League of Legends Champions Korea
League of Legends Champions Korea ( LCK ) es la competencia principal de esports de League of Legends en Corea del Sur. Con diez equipos en competición, la liga se desarrolla en dos temporadas al año y sirve como una ruta directa para la clasificación al Campeonato Mundial de League of Legends. La LCK se administra en colaboración entre Riot Games y KeSPA.
La liga, anteriormente conocida como League of Legends Champions, pasó por una importante reestructuración a finales de 2014, lo que llevó a un cambio en el formato de la competición y a un rebranding con el nombre actual. OGN reservó los derechos exclusivos de transmisión de la liga hasta 2016, cuando los derechos se dividieron con SPOTV Games. En 2019, Riot Games asumió la transmisión de la LCK. En 2021, la LCK se convirtió en una liga franquiciada y se descontinuaron Challengers Korea (CK) y el torneo de promoción de la LCK.
La LCK se considera una de las competiciones más fuertes de League of Legends en el mundo, con equipos de la liga ganando el Campeonato Mundial en un récord de ocho ocasiones, incluyendo cinco títulos consecutivos de 2013 a 2017.

## Historia

### Era Pre-LCK (2012–2014)
Tras el lanzamiento del servidor de League of Legends en Corea del Sur en diciembre de 2011, el canal por cable OnGameNet organizó el primer gran torneo de League of Legends del país en marzo de 2012. Llamado The Champions Spring 2012, el torneo se llevó a cabo de marzo a mayo y contó con la participación de 16 equipos. MiG Blaze se coronó campeón inaugural de la competición al vencer en la final a su equipo hermano MiG Frost. Más tarde ese año, The Champions Summer 2012 se celebró con un MiG Frost rebrandeado, ahora conocido como Azubu Frost, que se llevó el título. Azubu Frost, junto con NaJin Sword, representó a Corea del Sur en su primera aparición en el Campeonato Mundial de League of Legends en octubre.
Un circuito anual de tres torneos se estableció pronto como la norma para el calendario de la liga, compuesto por tres temporadas: invierno, primavera y verano. Azubu Frost y NaJin Sword se enfrentaron a principios de 2013 en las finales de Champions Winter 2012–13, con NaJin Sword saliendo victorioso. Champions Spring 2013 y Champions Summer 2013 siguieron posteriormente, siendo ganados por MVP Ozone y SK Telecom T1 K, respectivamente. SK Telecom T1 K continuó ganando el Campeonato Mundial de la Temporada 3 más tarde ese año, convirtiéndose en el primer equipo de la liga en lograrlo.
SK Telecom T1 K se convirtió en el primer equipo en defender con éxito su título al ganarle a Samsung Galaxy Ozone en las finales de Champions Winter 2013–14, concluyendo un torneo sin derrotas. El equipo hermano de Ozone, Samsung Galaxy Blue, ganó el Champions Spring 2014, pero fue superado en las finales de Champions Summer 2014 por kt Rolster Arrows.
En octubre de 2014, se anunciaron planes para una reorganización drástica en la estructura de la liga. League of Legends Champions se rebrandeó como League of Legends Champions Korea (LCK), y la temporada de invierno fue abolida en favor de un circuito anual compuesto por el Spring Split y el Summer Split. El formato de la competición, que consistía en un torneo de 16 equipos con una fase de grupos seguida de una fase de eliminación, cambió a una liga de 10 equipos operando bajo un formato de round-robin, con los 5 mejores equipos clasificándose para un cuadro de playoffs. Además, se prohibió a las organizaciones poseer más de un equipo, lo que afectó principalmente a los equipos afiliados a KeSPA, que operaban dos escuadras como parte de un sistema de equipos hermanos, obligando a numerosas organizaciones a fusionarse o disolver sus plantillas.

### Era LCK (desde 2015)
La LCK Spring 2015 marcó el debut de la liga bajo su nuevo formato e identidad. Un SK Telecom T1 recién formado, resultado de la fusión del año anterior entre SK Telecom T1 K y SK Telecom T1 S, barrió el año calendario al ganar tanto LCK Spring 2015 como LCK Summer 2015.
SK Telecom T1 mantuvo su corona en LCK Spring 2016, convirtiéndose en el primer equipo en la historia de la competición en ganar tres títulos consecutivos. Su racha de dominio terminó en LCK Summer 2016 cuando ROX Tigers se coronó campeón, convirtiéndose en el segundo equipo en ganar la liga desde su reestructuración.
El 22 de abril de 2017, SK Telecom T1 ganó su sexto título como organización al vencer a KT Rolster en las finales de LCK Spring 2017. En las finales de LCK Summer 2017, Longzhu Gaming ganó su primer título el 26 de agosto de 2017 al derrotar al ganador de la primavera, SK Telecom T1.
Longzhu Gaming se rebrandeó como Kingzone DragonX tras el Campeonato Mundial 2017, y defendió su título en LCK Spring 2018 al vencer a Afreeca Freecs. KT Rolster ganó el campeonato de LCK Summer 2018 al derrotar a Griffin en las finales.
SK Telecom T1 ganó el título de LCK Spring 2019 después de vencer a Griffin en las finales con un marcador de 3–0, marcando su séptimo título de LCK. El 31 de agosto de 2019, SK Telecom T1 derrotó nuevamente a Griffin en las finales con un marcador de 3–1, logrando su octavo título de campeonato y el segundo consecutivo en 2019.
T1 también ganó el título de LCK Spring 2020 al derrotar a Gen.G en las finales (3–0), logrando el título por tercera vez consecutiva. Este título también marcó el noveno campeonato de la organización, y su primero después de rebrandeo de SK Telecom T1 a T1. En LCK Summer 2020, Damwon Gaming ganó su primer título de campeonato al vencer a DRX en las finales.
DWG KIA (anteriormente Damwon Gaming) ganó el título tanto de LCK Spring como de Summer 2021, convirtiéndose en campeones durante tres splits consecutivos. Derrotaron a Gen.G en la primavera y a T1 en el verano.
El 2 de abril de 2022, T1 ganó el título de LCK Spring 2022 al vencer a Gen.G en las finales, marcando su décimo título de campeonato.